# Forth (ort i Storbritannien)
Forth är en ort i Storbritannien.   Den ligger i kommunen South Lanarkshire och riksdelen Skottland, i den centrala delen av landet, 500 km nordväst om huvudstaden London. Forth ligger 281 meter över havet och antalet invånare är 2 087.
Terrängen runt Forth är platt. Runt Forth är det ganska tätbefolkat, med 60 invånare per kvadratkilometer. Närmaste större samhälle är Livingston, 18,5 km nordost om Forth. Trakten runt Forth består i huvudsak av gräsmarker.